# Trichoblast
Trichoblasten sind spezialisierte Zellen der Rhizodermis (Wurzelhaut) der Pflanzen, die in jungen, wachsenden Wurzeln die Wurzelhaare ausbilden. Die Zellen der Rhizodermis, die keine Wurzelhaare ausbilden, werden als Atrichoblasten bezeichnet. Bei Einkeimblättrigen und Seerosengewächsen sind Trichoblasten und Atrichoblasten in einem regelmäßigen Muster angeordnet.
Erstmals beobachtet wurden Trichoblasten 1868 durch Carl Wilhelm von Nägeli und Hubert Leitgeb, der Begriff wurde 1904 von Robert Greenleaf Leavitt geprägt.